# Aizanoi
Aizanoi (klassisk grekiska: Αἰζανοί; latin: Aezani) är en forntida stad i västra Anatolien. Den ligger i vad som idag är Çavdarhisar, provinsen Kütahya i Turkiet. Aizanoi ligger på båda sidorna om floden Penkalas, cirka 1 000 meter över havet. Staden var ett viktigt politiskt och ekonomiskt centrum under Romarrikets era; kvar från perioden finns ett välbevarat Zeus-tempel, ett komplex med en teater och ett stadium samt ett macellum (en inomhusmarknad) med Diocletianus prisedikt. Staden förföll under Senantiken och fungerade senare som citadell. 13 april 2012 sattes Aizanoi upp på Turkiets tentativa världsarvslista.

## Historia

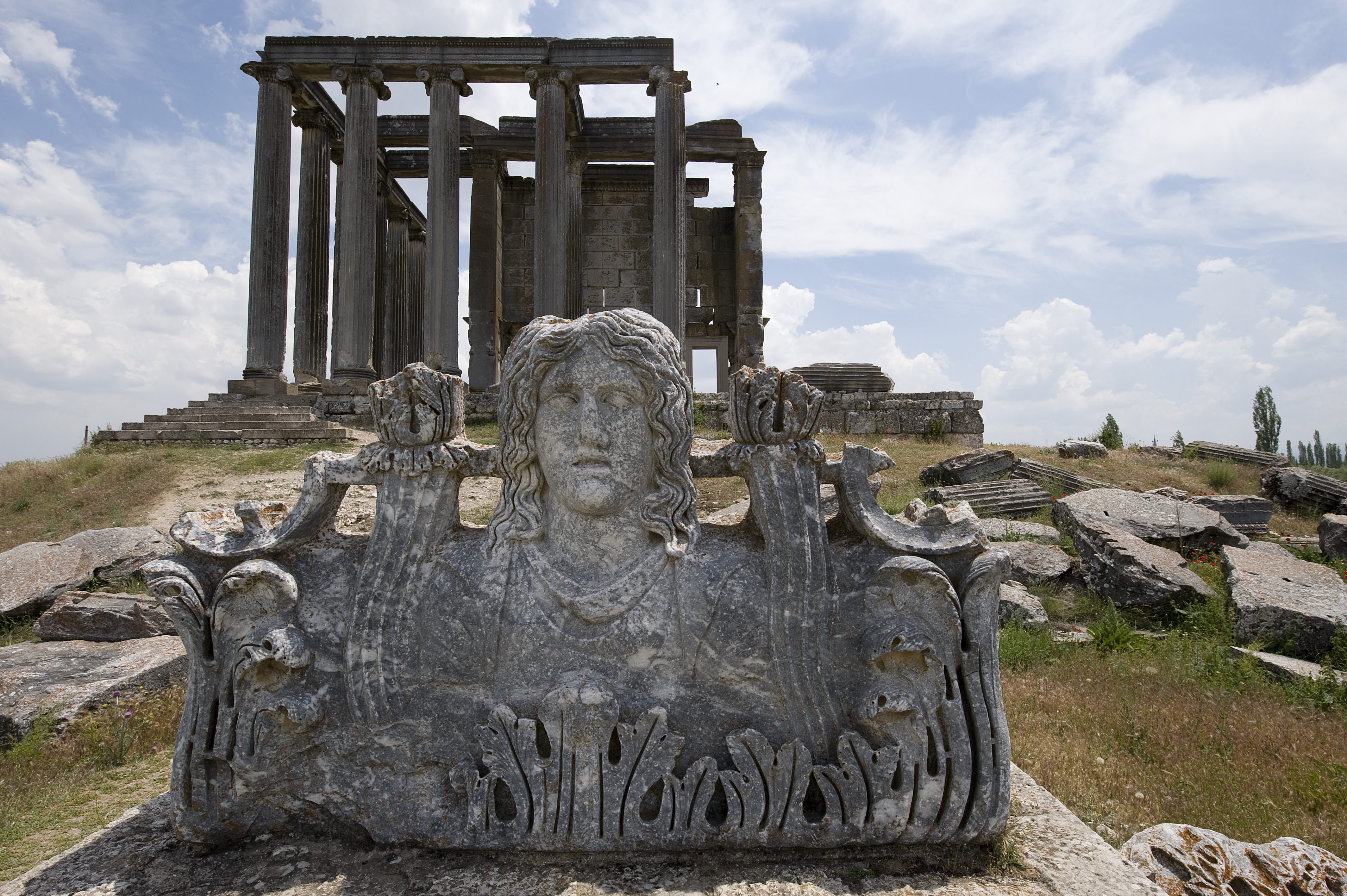
Akroterion med Zeus-templet i bakgrunden

Bosättning i området är känd från bronsåldern. Staden kan ha fått sitt namn efter myten om Azan, en av Arcas och nymfen Eratos tre söner, Frygiernas legendariska anfader. Under den hellenistiska eran bytte staden ägare mellan Pergamon och Bithynia innan den testamenterades till Rom av den förstnämnda år 133 f.Kr. Efter att ha blivit en del i provinsen Asia fortsatte staden prägla sina egna mynt. De monumentala byggnaderna daterar sig från tidigare delen av Romarrikets era till 200-talet. Aizanoi var biskopssäte under Bysantinska riket. På 600-talet kom staden dock i en nedgångsfas. Senare under seldjukerna omvandlades tempelkullen till ett citadell (turkiska: hisar) av Çavdartatarerna, efter vilka den nutida staden Çavdarhisar har fått sitt namn. Aizanoi återupptäcktes av europeiska resenärer 1824. Undersökningsarbeten på 1830- och 1840-talet följdes av systematiska utgrävningar av Deutsches Archäologisches Institut från 1926. Dessa återupptogs 1970 efter en tids avbrott och pågår än idag.

## Forntida byggnadsverk

### Zeustemplet

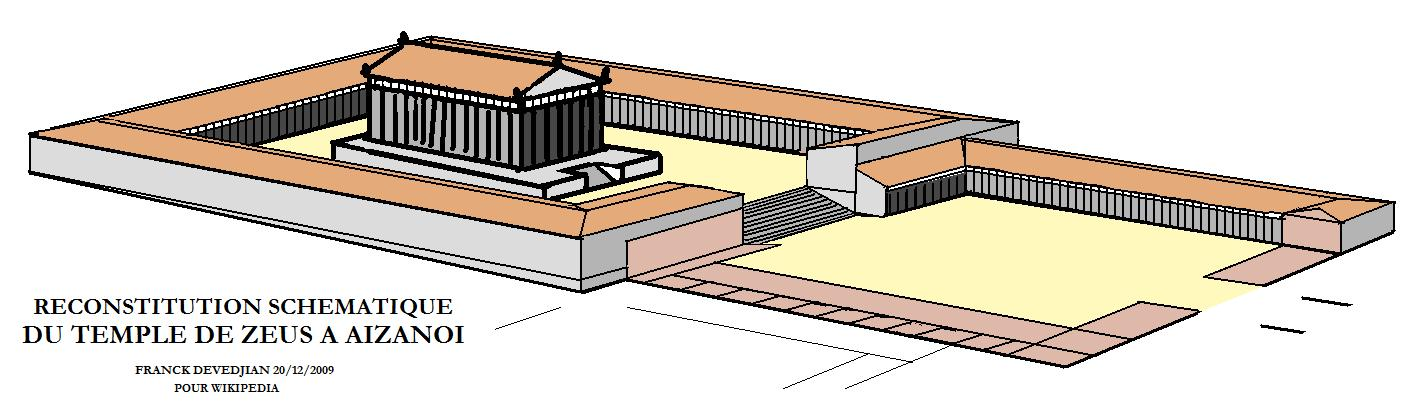
Rekonstruktion av Zeustemplet

Zeustemplet, uppe på en kulle, var stadens främsta helgedom. Keramikfynd pekar på att området var bebott från första halvan av tredje årtusendet f.Kr. Byggandet av templet påbörjades under andra fjärdedelen av 100-talet. Dokument från Hadrianus gällande att ta in obetalda hyror och Marcus Apuleius Eurykles eugetism. Senare ristade Çavdartatarerna scener med ryttare och slagfält på templet. Templet är pseudodipteralt, med åtta kolonner i slutet och femton längs sidorna (35x53 meter). Det skadades 1970 av en jordbävning och har sedan dess restaurerats.

### Teater och stadium

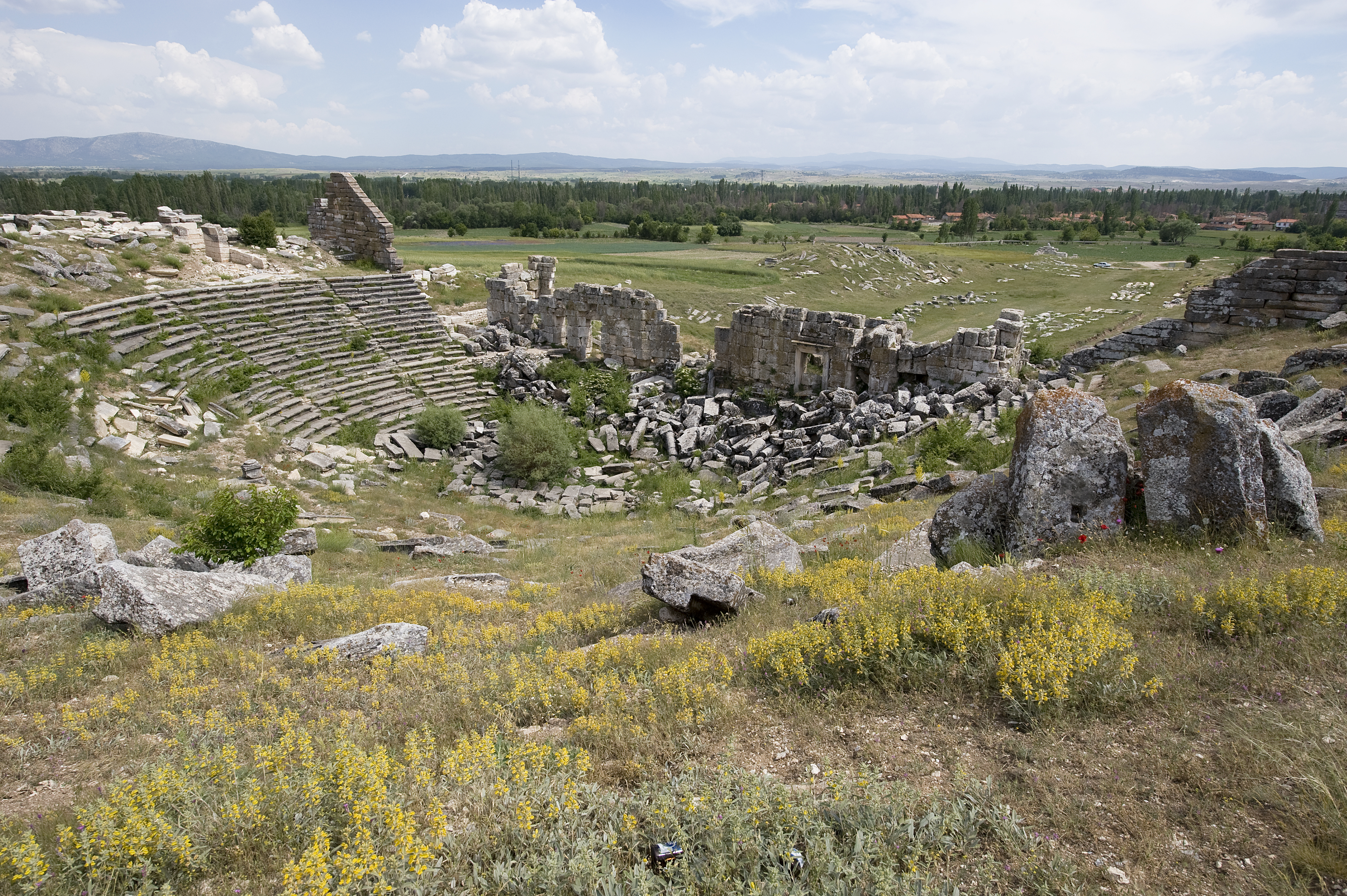
Teater-stadiumkomplexet

Aizanois Teater och stadium är sammanbyggda med varandra och detta kombinerade komplex sägs vara det enda i sitt slag i den forntida världen. Mellan själva teatern och stadium ligger scenhuset. Byggandet påbörjades efter 160 och var klart i mitten av 200-talet. Inskriptioner vittnar åter om donationer av M. Apuleius Eurycles.

### Bad
Två termer har identifierats. Det första mellan teatern/stadion och templet, daterar sig till andra halvan av 100-talet och inkluderar en palaestra och marmorinredning. Den andra, i nordöstra delen av staden, byggdes hundra år senare; golvmosaiker avbildar en  satyr och menad. När den återuppbyggdes några århundraden senare kom den att fungera som biskopsresidens.

### Marknadsplats

Macellum med inskriptioner om Diocletianus prisedikt

En cirkulär macellum daterar sig till andra halvan av 100-talet e.Kr. ligger i söder. På 300-talet fick den Diocletianus prisedikt inskrivet, daterat till 301, ett försök att genom pristak begränsa inflationen som resulterats av den romerska valutans försvagning.

### Kolonnprydda gator och stoa
Nyligen gjorda utgrävningar har avslöjat existensen av en stoa (täckt gångväg med kolonner), daterad till cirka 400 e.Kr. och en kolonnprydd gata. Ett Artemis-tempel från Claudius (41-54) era, revs för att skapa utrymme för den kolonnprydda gatan som var 450 meter lång och ledde till helgedomen Meter Steunene.

### Helgedomen Meter Steunene
En djup tunnel inne i en grotta, numera instörtad, var tillägnad Meter Steunene (en anatolisk Moder jord). Kultfiguriner gjorda i keramik har hittats vid utgrävningar, tillsammans med två runda gropar som tydligen användes för offrande av djur.

### Nekropol
Stadens stora nekropol omfattar exempel på dörrformade frygiska gravstenar. Inskriptioner nämner namnen på de bortgångna eller gåvogivare. Mäns gravar har dekorerats med tjurar, lejon och örnar, och kvinnors med ullkorgar och en spegel.

## Museet i Kütahya
En del föremål från Aizanoi, bland dem en sarkofag med Amazonstrider, har flyttats till arkeologiska museet i Kütahya.